# Surjektiv funktion

En surjektiv funktion, som inte är injektiv

En surjektiv och injektiv funktion

En funktion som inte är surjektiv, men injektiv

En surjektiv funktion, eller en surjektion, är en funktion f från mängden X på mängden Y, det vill säga en funktion f från X till Y, sådan att dess värdemängd Vf = Y. För varje funktion f finns en surjektiv funktion med samma funktionsgraf, som går från definitionsmängden Df på värdemängden Vf.
Definitionen kan även formuleras så:
Låt X och Y vara två mängder och f en funktion f: X→Y.  f sägs då vara surjektiv, eller en surjektion, om det för varje y i Y finns ett x i X sådant att f(x) = y. Detta innebär således att varje element i en surjektiv funktions målmängd är ett funktionsvärde.

## Surjektioner mellan två mängder
Låt {\displaystyle S} beteckna mängden surjektioner från en n-mängd X till en k-mängd Y, då gäller
{\displaystyle |S|=k!\cdot s(n,k)}
där s(n, k) är ett stirlingtal av andra slaget.

### Exempel
Antalet surjektioner från {\displaystyle \mathbb {N} _{6}} till  {\displaystyle \mathbb {N} _{7}} är
{\displaystyle 7!\cdot s(6,7)=7!\cdot 0=0\;.}
s(6, 7)=0 eftersom en mängd av 6 element inte kan delas upp i 7 icke-tomma delmängder. Vidare finns inga surjektioner f: X→Y så att |X|<|Y| när mängderna är ändliga.
Antalet surjektioner från {\displaystyle \mathbb {N} _{4}} till {\displaystyle \mathbb {N} _{2}} är
{\displaystyle 2!\cdot s(4,2)=2\cdot 7=14}.

### Bevis
Varje surjektion f: X→Y medför en partition av X i k delar. Om vi har en partition i k delar finns det k! surjektioner som åstadkommer partitionen. Eftersom de k delmängderna kan bli tilldelade till de k elementen i Y på vilket bijektivt sätt som helst blir antalet surjektioner k!*s(n, k).